# Hyla tsinlingensis
Espèce
Statut de conservation UICN

 LC  : Préoccupation mineure
Hyla tsinlingensis est une espèce d'amphibiens de la famille des Hylidae.

## Répartition
Cette espèce est endémique de République populaire de Chine. Elle se rencontre :
- dans le sud du Shaanxi ;
- dans l'est du Sichuan ;
- dans l'ouest du Hubei.

## Description
Hyla tsinlingensis mesure de 37 à 45,5 mm pour les mâles et de 41 à 48 mm pour les femelles.

## Publication originale
- (en) Hu, Zhao & Liu, 1966 : A herpetological survey of the Tsinling and Ta-Pa Shan region. Acta Zoologica Sinica, vol. 18, no 1, p. 57–89 (texte intégral).